# ژوناتان میدول
ژوناتان میدول (فرانسوی: Jonathan Midol‎؛ زادهٔ ۱۳ ژانویهٔ ۱۹۸۸) اسکی‌باز نمایشی اهل فرانسه است.
وی در مسابقات کشوری و بین‌المللی در مجموع برندهٔ ۱ مدال برنز شده‌است.